# هاهيرا
هاهيرا (بالإنجليزية: Hahira, Georgia)‏ هي مدينة تقع في مقاطعة لاونديز، جورجيا بولاية جورجيا في الولايات المتحدة. تبلغ مساحة هذه المدينة 5.9 (كم²)، وترتفع عن سطح البحر 69 م، بلغ عدد سكانها 2328 نسمة في عام 2010 حسب إحصاء مكتب تعداد الولايات المتحدة.

## أعلام
- ستيفن درو
- جيري مانويل

## وصلات خارجية
- http://www.hahira.ga.us/
- Cities & Counties - Georgia.gov